# Pennington (Alabama)
Pour les articles homonymes, voir Pennington.
Pennington est une ville du comté de Choctaw, en Alabama, aux États-Unis,.
La ville est initialement baptisée Thompkinsville, puis sera baptisée Pennington en l'honneur de John Wesley Pennington. Le premier bureau postal est créé en 1889. Elle est incorporée en 1964.
C'est à proximité de Pennington, que l'Eliza Battle (en), un bateau à vapeur, fait naufrage, à la suite d'un incendie, le 1er mars 1858, provoquant la mort de 40 personnes.

## Démographie
| 1970 | 1980 | 1990 | 2000 | 2010 | - |
| ---- | ---- | ---- | ---- | ---- | - |
| 301  | 355  | 302  | 353  | 221  | - |

## Source de la traduction
- (en) Cet article est partiellement ou en totalité issu de l’article de Wikipédia en anglais intitulé « Pennington, Alabama » (voir la liste des auteurs).